# Рахман, Сабит
Сабит Рахман (азерб. Sabit Rəhman, при рождении Сабит Керим оглы Махмудов азерб. Sabit Kərim oğlu Mahmudov; 26 марта 1910 года, Нуха (Шеки) — 23 сентября 1970 года, Баку) — азербайджанский советский писатель, драматург и сценарист, заслуженный деятель искусств Азербайджанской ССР (1943).
Один из зачинателей азербайджанской советской комедии.

## Биография
В 1932 году окончил педагогический институт в Баку.
Член КПСС с 1943 года.
Печатался с конца 1920-х годов в журнале «Молла Насреддин».

### Семья
Сын — Эмин Сабитоглу стал композитором, Народным артистом Азербайджана.

## Награды
- Два ордена Трудового Красного Знамени (09.06.1959 и 26.03.1970)
- Заслуженный деятель искусств Азербайджанской ССР (17.06.1943)
- Почётная грамота Президиума Верховного Совета Азербайджанской ССР (09.12.1960)

## Память
В городе Шеки установлен памятник в его честь перед театром, названным в его честь.

## Произведения
Автор комедий: «Свадьба», «Счастливцы», «Добро пожаловать», «Невеста», «Ложь», «Хиджран», а также повести «Последняя трагедия» и романа «Великие дни».

## Фильмография
- 1960 год — Кёроглы
- 1963 год — Где Ахмед?